# Tokio-Marathon 2013
| 7. Tokio-Marathon     | 7. Tokio-Marathon                  |
| --------------------- | ---------------------------------- |
| Stadt                 | Tokio, Japan                       |
| Datum                 | 24. Februar 2013                   |
| Distanz               | 42,195 Kilometer                   |
| Sieger                |                                    |
| Männer                | Dennis Kipruto Kimetto (2:06:50 h) |
| Frauen                | Aberu Kebede (2:25:34 h)           |
| ← Tokio-Marathon 2012 | Tokio-Marathon 2014 →              |
| Website               | Offizielle Website                 |

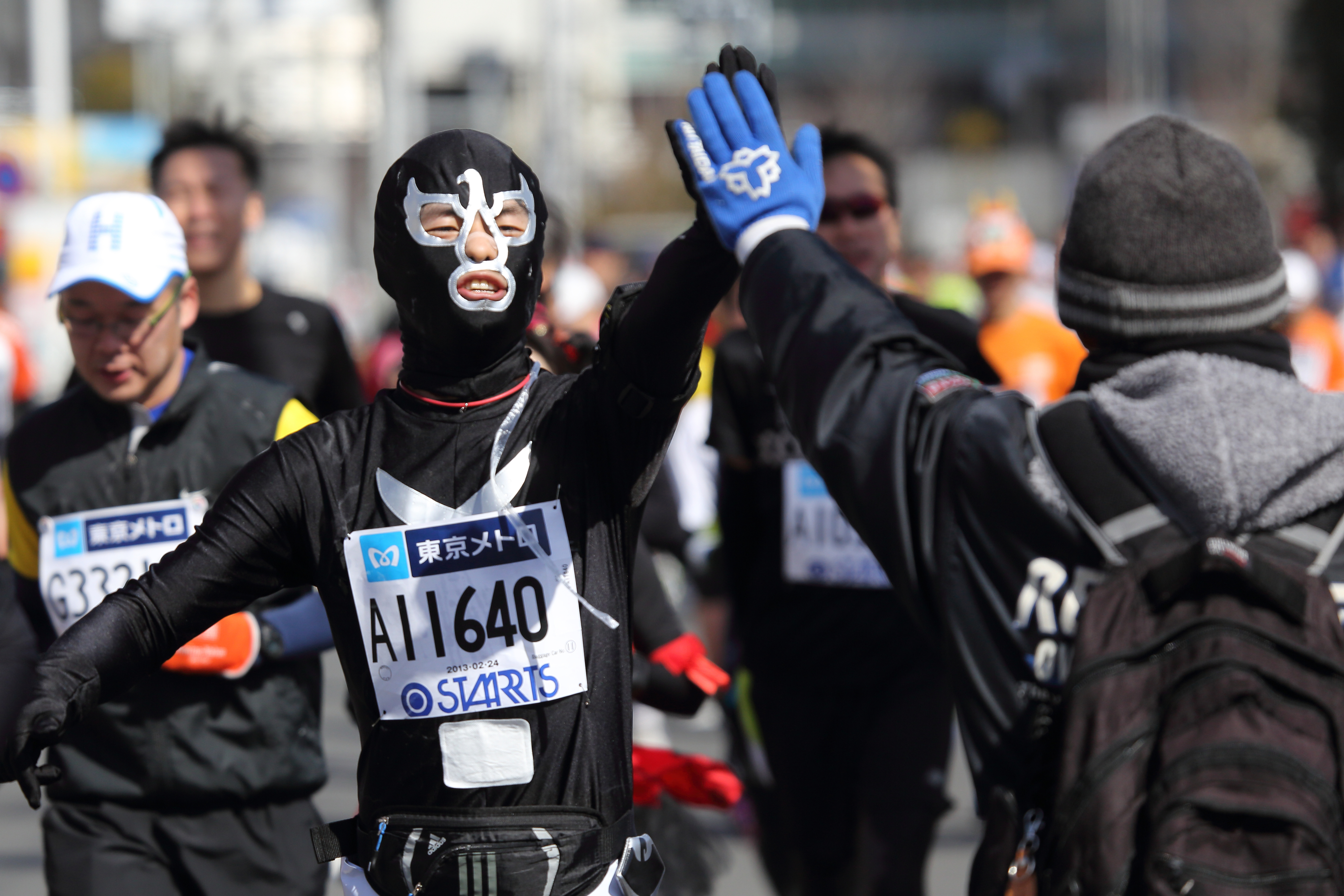
Verkleideter Läufer 2013

Der Tokio-Marathon 2013 (jap. 東京マラソン2013, Tōkyō Marason 2013) war die siebte Ausgabe der jährlich stattfindenden Laufveranstaltung in Tokio, Japan. Der Marathon fand am 24. Februar 2013 statt und war der erste World Marathon Majors des Jahres.
Bei den Männern gewann Dennis Kipruto Kimetto in 2:06:50 h und bei den Frauen Aberu Kebede in 2:25:34 h.

## Ergebnisse

### Männer
| Platz | Athlet                   | Land      | Zeit (h)   |
| ----- | ------------------------ | --------- | ---------- |
| 01    | Dennis Kipruto Kimetto   | Kenia     | 2:06:50 CR |
| 02    | Michael Kipkorir Kipyego | Kenia     | 2:06:58    |
| 03    | Bernard Kiprop Kipyego   | Kenia     | 2:07:53    |
| 04    | Kazuhiro Maeda           | Japan     | 2:07:59    |
| 05    | James Kipsang Kwambai    | Kenia     | 2:08:02    |
| 06    | Gilbert Kipruto Kirwa    | Kenia     | 2:08:17    |
| 07    | Feyisa Bekele            | Äthiopien | 2:09:05    |
| 08    | Dino Sefir               | Äthiopien | 2:09:13    |
| 09    | Takayuki Matsumiya       | Japan     | 2:09:14    |
| 10    | Jonathan Maiyo           | Kenia     | 2:10:18    |

### Frauen
| Platz | Athletin               | Land        | Zeit (h) |
| ----- | ---------------------- | ----------- | -------- |
| 01    | Aberu Kebede           | Äthiopien   | 2:25:34  |
| 02    | Yeshi Esayias          | Äthiopien   | 2:26:01  |
| 03    | Irina Mikitenko        | Deutschland | 2:26:41  |
| 04    | Albina Majorowa        | Russland    | 2:26:51  |
| 05    | Yoshimi Ozaki          | Japan       | 2:28:30  |
| 06    | Helalia Johannes       | Namibia     | 2:29:20  |
| 07    | Mika Yoshikawa         | Japan       | 2:30:20  |
| 08    | Nastassia Staravoitava | Bulgarien   | 2:30:45  |
| 09    | Azusa Nojiri           | Japan       | 2:31:15  |
| 10    | Hiroko Yoshitomi       | Japan       | 2:31:28  |